# Мирное (Кременчугский район)
Мирное (укр. Мирне) — село,
Майбородовский сельский совет,
Кременчугский район,
Полтавская область,
Украина.
Код КОАТУУ — 5322482202. Население по переписи 2001 года составляло 98 человек.

## Географическое положение
Село Мирное находится между реками Сухой Омельник и Сухой Кагамлык (2,5 км),
в 1,5 км от села Майбородовка.
К селу примыкает большой садовый массив.
Рядом проходит железная дорога, станция Платформа 272 км в 1-м км.

## История
До 1950 года называлась Безродновка, до 1930 хутор Безродный